# Floriano Peixoto (Rio Grande do Sul)
Floriano Peixoto  este un oraș în Rio Grande do Sul (RS), Brazilia.
1. ↑   https://data.iana.org/time-zones/tzdb-2021e/southamerica Lipsește sau este vid: |title= (ajutor)